# Sajida Talfah
Sajida Khairallah Talfah (en árabe: ساجدة خيرالله طلفاح ) (Tikrit, Irak; 24 de junio de 1937) es una profesora iraquí y viuda del expresidente iraquí Sadam Huseín, y madre de cinco hijos (Uday Hussein, Qusay Hussein, Raghad Hussein, Rana Hussein y Hala Hussein). 
Sajida es la hija mayor de Khairallah Talfah, el tío de su esposo. Fue interpretada por Shohreh Aghdashloo en la adaptación de la BBC House of Saddam en 2008, en la que su personaje jugó un papel importante.

## Biografía
Sajida y su primo Sadam tuvieron cinco hijos juntos. En 1964, nació su primer hijo, Uday, seguido de Qusay, en 1966. En 1968, nació su primera hija Raghad, seguida de Rana en 1969 y, finalmente, su hija más joven, Hala, en 1972.
En 1986, Sadam se casó con otra mujer, Samira Shahbandar, mientras aún estaba casada con Sajida. Sajida se enfureció, y Uday Huseín, hijo de Sadam y Sajida, también estaba enojado por la nueva esposa de su padre. Uday creyó que su herencia estaba en peligro por la nueva esposa. También lo tomó como un insulto a su madre. En 1988, en una fiesta celebrada en honor a Suzanne Mubarak, la esposa del presidente egipcio Hosni Mubarak, Uday golpeó y apuñaló a Kamel Hana Gegeo hasta la muerte. Uday creyó que fue Kamel quien presentó a Sadam y Samira, y que él organizó sus reuniones. Algunos dicen que el asesinato de Gegeo fue una petición de Sajida. Aunque su esposo se casó con otra mujer, Sajida y Sadam nunca se divorciaron.
Sajida casi nunca aparecía en público con su esposo, por lo que durante muchos años su existencia fue oscura para el pueblo iraquí. Sin embargo, cuando surgieron rumores de que Sadam se había casado con otra mujer y que su vida familiar estaba tensa, aparecieron más fotos y videos en los medios de comunicación iraquíes de Sadam y Sajida, así como también con sus hijos. Estas fotos y videos tenían la intención de hacer parecer que la vida familiar de Sadam no era tensa.
En 1989, el hermano Adnan de Sajida, un general del ejército iraquí, murió en un supuesto accidente de helicóptero en el desierto durante una tormenta de arena. Mucha gente cree que Sadam le ordenó a uno de sus guardaespaldas que colocara una bomba en el helicóptero debido a la creciente [cita requerida]popularidad de Adnan. Sajida estaba furiosa y culpó a Sadam, creyendo que la muerte de su hermano no fue un accidente.
Sajida, junto con muchos miembros de su familia, huyó de Irak en 1990 debido a la guerra del Golfo, dejando a Irak antes de que comenzaran los bombardeos. Hay muchos informes diferentes sobre dónde se estableció la familia Huseín, pero una posible ubicación es Suiza. La familia Huseín regresó a Irak después de la guerra.

## Post-Invasión
Se cree que Sajida huyó a Catar horas antes de que comenzara el bombardeo de Bagdad el 19 de marzo de 2003. Se cree que su hija menor, Hala, la acompañó, mientras que Raghad y Rana Huseín huyeron a la vecina Jordania.
En julio de 2004, contrató a un equipo de defensa multilingüe y multinacional de unos 20 abogados para defender a su esposo durante su juicio por crímenes de guerra, crímenes de lesa humanidad y otros delitos. Sin embargo, el 8 de agosto de 2005, la familia de Sadam anunció que habían disuelto el equipo legal con sede en Jordania y que habían nombrado a Khalil al-Duleimi , el único miembro con sede en Irak, como único asesor legal.
El 2 de julio de 2006, la asesora de seguridad nacional de Irak, Muwaffaq al-Rubaie, anunció que Sajida y su hija Raghad están ubicadas en los lugares 16 y 17 de la lista de los más buscados por el gobierno iraquí para financiar a los insurgentes musulmanes sunitas bajo el reinado de Sadam.
También se cree que Sajida y su hija Raghad han estado financiando la insurgencia en Irak con el dinero que se llevaron consigo cuando huían del país. El abogado que dirigía el equipo de defensa de Sadam declaró que "los cargos contra Raghad y Sajida son infundados" y que Sajida "vive solo en su casa en Qatar y no tiene contacto con nadie, ni siquiera con los abogados". También afirmó que Sajida "está bajo tratamiento médico".
En 2015, la familia de Sajida negó los rumores de que ella había muerto.